# Joseph von Hammer-Purgstall
Joseph Freiherr von Hammer-Purgstall (9 de juny de 1774, Graz - 23 de novembre de 1856, Viena, Àustria) fou un orientalista austríac.

## Biografia
Va fer els seus primers estudis a Viena. Havent entrat al servei diplomàtic el 1796, fou designat per ocupar un càrrec a l'ambaixada austríaca a Istambul el 1799, i allà va prendre part a l'expedició dirigida per l'almirall britànic William Sidney Smith i el general John Hely-Hutchinson contra la França de Napoleó Bonapart. El 1807 tornà de l'Orient Pròxim a Àustria, i fou nomenat conseller privat.
Durant cinquanta anys, Hammer-Purgstall va escriure prolíficament sobre temes diversos i va publicar tot de texts i traduccions d'escriptors en àrab, persa i turc. Per haver abastat un camp temàtic i idiomàtic tan ample, va exposar-se a la crítica dels especialistes, particularment del reconegut filòleg alemany Friedrich Christian Diez, qui al seu Unfug und Betrug (1815) va dedicar-li una virulenta diatriba de sis-centes pàgines. També va entrar en conflicte, tot i que no tan agressivament, sobre la qüestió de l'origen de Les mil i una nits amb el seu contemporani Edward William Lane.
Hammer-Purgstall va promoure la fundació de l'Acadèmia Austríaca de Ciències a Viena i va ser-ne el seu primer president, posició que va ocupar del 1847 al 1849. L'Acadèmia Austríaca d'Estudis Orientals, fundada el 1959 per al foment de les relacions culturals amb l'Orient Pròxim, fou anomenada en reconeixement dels seus mèrits Societat Oriental Austríaca Hammer-Purgstall.